# Hellersdorf (métro de Berlin)
Hellersdorf est une station de la ligne 5 du métro de Berlin, située dans le quartier de Hellersdorf.

## Situation
La station se situe entre Cottbusser Platz au sud-ouest, en direction de Hauptbahnhof et Louis-Lewin-Straße au nord-est, en direction d'Hönow. Elle est établie le long de la rue Riesaer, sur la place Alice-Salomon, devant la mairie de Hellersdorf.
Elle donne accès à Helle Mitte, le centre de Hellersdorf, construit dans les années 1990.

## Historique
La station de métro est construite dans le cadre de l'extension de la ligne E vers Hönow et ouvre le 1er juillet 1989.

## Services des voyageurs

### Accueil
La station possède cinq accès dont un est équipé d'une rampe inclinée pour les personnes à mobilité réduite.

### Intermodalité
La station est en correspondance avec les lignes de tramway M6 et M18 et d'autobus no 195 et X54 de la BVG.